# Хенри, војвода од Корнвола
Хенри, војвода од Корнвола (енгл. Henry, Duke of Cornwall; Лондон, 1. јануар 1511 − Лондон, 22. фебруар 1511) био је прво живорођено дете енглеског краља Хенрија VIII и његове прве жене, Катарине Арагонске, чије је рођење свечано прослављено као рођење престолонаследника. Међутим, дечак је преминуо након само неколико недеља. Његова смрт, заједно с неуспехом Хенрија VIII и Катарине да добију још једног живог мушког наследника, довела је до кризе око наследства и брака, што је дубоко утицало на однос између Цркве Енглеске и Римокатоличке цркве. То је, на крају, довело до енглеске реформације.